# Stimmfühlungslaut
Als Stimmfühlungslaute werden in der Verhaltensbiologie jene Lautäußerungen von Tieren und – im übertragenen Sinne – beim Menschen bezeichnet, die in erster Linie dem Aufrechterhalten des sozialen Kontakts mit Artgenossen dienen, also „im Dienste der Gruppenbildung“ stehen. Stimmfühlungslaute dienen insbesondere „in unübersichtlichen Lebensräumen dazu, den Partner oder die Gruppenmitglieder über den eigenen Aufenthalt zu informieren.“ Diese aufgrund von Verhaltensbeobachtungen ihnen zugeschriebene Zweckbestimmung unterscheidet die Stimmfühlung beispielsweise von Warn- und Notrufen sowie von innerartlichen Drohsignalen, ferner von Bettellauten und Balzrufen.
Dies können, als kleinstmögliche Gruppe, nur zwei Individuen sein, zum Beispiel Vater und Kind, Mutter und Kind oder Männchen und Weibchen, aber auch größere Verbände wie zum Beispiel ein Vogelschwarm oder eine größere Gruppe von Meerschweinchen oder Fledermäusen. Besonders auffällig sind die lauten und unentwegt erzeugten Stimmfühlungslaute ziehender Kraniche, bei denen selbst absolute Laien die eher krächzenden Töne ausgewachsener Tiere von den deutlich helleren Lauten der Jungvögel unterscheiden können.
Viele Jungtiere melden sich mit speziellen Stimmfühlungslauten (mit so genannten Rufen des Verlassenseins), wenn sie ihre Elterntiere nicht mehr wahrnehmen können, was diese regelmäßig ihrerseits zu speziellen Stimmfühlungslauten (Antworten) veranlasst. Aufgrund von Publikationen des österreichischen Verhaltensforschers Konrad Lorenz wurden insbesondere die Stimmfühlungslaute seiner handaufgezogenen Graugans Martina bekannt.

## Belege
1. ↑  Irenäus Eibl-Eibesfeldt: Grundriss der vergleichenden Verhaltensforschung. Piper, München und Zürich, 7. Auflage 1987, S. 255.
2. ↑  Lexikon der Biologie in acht Bänden. Band 8. Herder Verlag, Freiburg, Basel und Wien 1987, S. 65.
3. ↑  Irenäus Eibl-Eibesfeldt: Grundriss der vergleichenden Verhaltensforschung. Piper, München und Zürich, 7. Auflage 1987, S. 257–273.
4. ↑  Singen, Schnattern, Trillern: So unterhalten sich Zebrafinken. Auf: ivh-online.de vom 15. Juli 2010.